# El ocupante de la habitación
El ocupante de la habitación (The Occupant of the Room, XX de Diciembre de 1909) es un cuento escrito por Algernon Blackwood, quien se caracterizó por sus obras fantásticas y por su gran admiración hacia el ocultismo. Publicó antologías de cuentos y escribió novelas.

## Sinopsis
En las primeras horas de vacaciones, en busca de paz, un profesor toma la repentina decisión de hacer viaje. Allí lo esperaba una serie de sorpresas que lo obligan a pensar en su muerte. Sorprendido por el curso que toman sus pensamientos, busca la respuesta en el ropero.